# Megamyrmaekion
Genre
Megamyrmaekion est un genre d'araignées aranéomorphes de la famille des Gnaphosidae.

## Distribution
Les espèces de ce genre se rencontrent en Afrique, au Moyen-Orient, en Asie du Sud et en Australie.

## Liste des espèces
Selon World Spider Catalog (version 22.5, 29/09/2021) :
- Megamyrmaekion algericum Simon, 1885
- Megamyrmaekion austrinum Simon, 1908
- Megamyrmaekion caudatum Reuss, 1834
- Megamyrmaekion hula Levy, 2009
- Megamyrmaekion magshimim Levy, 2009
- Megamyrmaekion nairobii Berland, 1920
- Megamyrmaekion pritiae (Tikader, 1982)
- Megamyrmaekion schreineri Tucker, 1923
- Megamyrmaekion tikaderi (Gajbe, 1987)
- Megamyrmaekion transvaalense Tucker, 1923
- Megamyrmaekion velox Simon, 1887
- Megamyrmaekion vulpinum (O. Pickard-Cambridge, 1874)

## Publication originale
- Reuss, 1834 : « Zoologische miscellen. » Abhandlungen aus dem Gebiete der beschreibenden Naturgeschichte, vol. 1, p. 195-276 (texte intégral).